# Tinta china

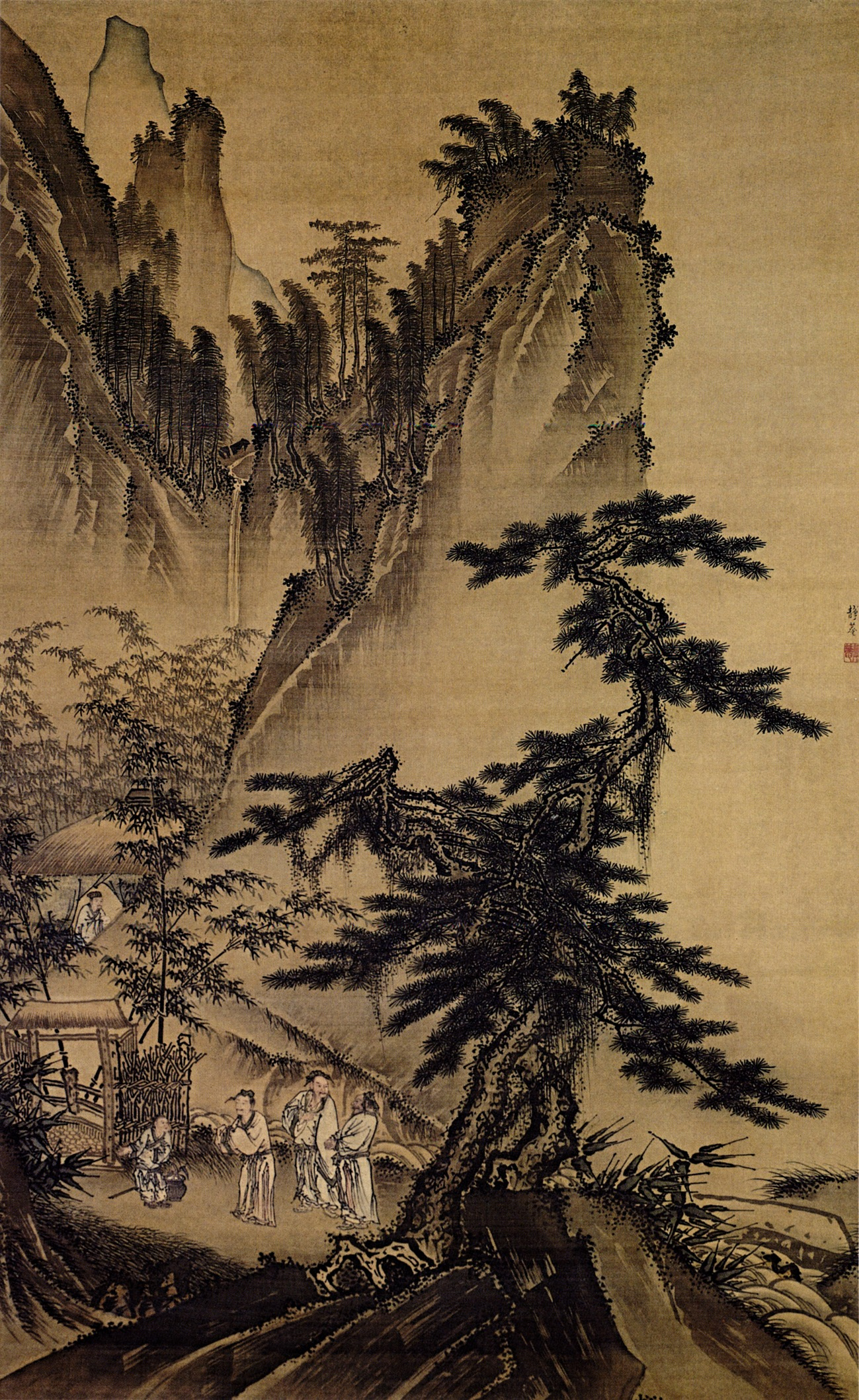
Dibujo hecho con tinta china

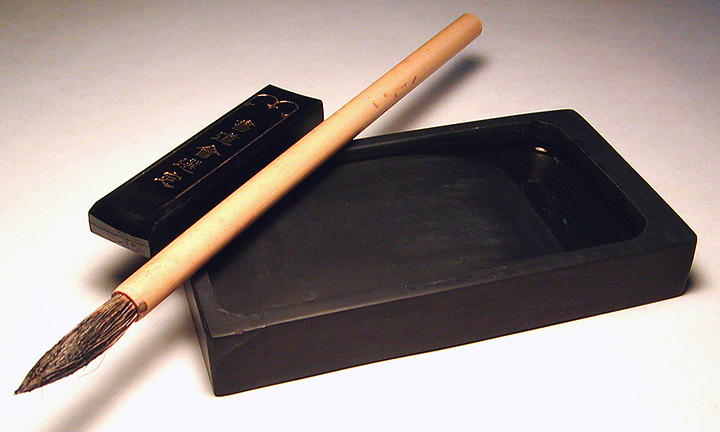
Una barra de sumi, el suzuri y el fude.

La tinta china es una tinta usada principalmente en caligrafía china, japonesa y caligrafía coreana, en la que se usa más frecuentemente  el sumi-e (墨絵 sumi e?). Posteriormente, llegó a Japón durante el siglo XIV en la era Muromachi y se empleó para realizar pinturas monocromáticas en tinta, las cuales poseían una profunda influencia de la cultura china y que fue propagada por los monjes zen, precursores de la técnica del sumi-e.

## Preparación
La tinta china es el polvo u hollín que se recoge de los humos producidos por la combustión de materias resinosas, denominado negro de humo, disuelto en agua. No necesita aglutinante, ya que las moléculas de carbono se encuentran en suspensión coloidal y al secarse, forman una capa resistente al agua. Se le puede añadir un aglutinante como la gelatina o, más frecuentemente, la goma laca con el fin de aumentar su durabilidad tras el secado. Al añadirse un aglutinante, la tinta resultante puede ser resistente al agua o no.
La tinta líquida antiguamente solía ser usada a partir de barras sólidas. Las barras, pastillas rectangulares, circulares o con forma de canoa, eran frotadas por una piedra rugosa especialmente diseñada para tal efecto llamada en japonés suzuri (硯 suzuri?). Estas piedras, de diversas formas y aspectos, tienen todas en común que están compuestas de un material rugoso y constan de una cavidad para la tinta. Generalmente, las piedras de origen chino tienen forma cóncava con la parte central más baja, y las japonesas suelen ser mayormente planas con uno de los extremos hacia abajo.
Sobre estas piedras se vierte un poco de agua y sobre éstas se muele la pastilla, deshaciendo poco a poco la tinta, que va mezclándose con el agua que se acumula en la cavidad de la piedra. Este proceso puede continuarse hasta que la tinta adquiera la densidad requerida para su uso, por lo que generalmente suele durar unos minutos.